# ロケット (自動車)
ロケット（Rocket）は、イギリスのライトカー・カンパニー (Light Car Company) で生産されたスポーツカー。
1990年代に少量が生産され、日本にも少なくとも7台が輸入された（並行輸入）。

## 概要
F1マシン設計から身を引いたゴードン・マレーは、マクラーレン・カーズにおいてマクラーレン・F1の設計を行っていたが、その一方でF1とは対極に位置するような手作りの超軽量ハンドリングマシンの構想を持っていた。また、マレーは大型スポーツバイクの愛好家でもあり「バイクのようなクルマ」という設計思想が盛り込まれることになる。
ミッドシップ配置などフォーミュラカーのスタイルを採用する一方で、公道を走る市販車である以上、1970年代以降のマシンのように最低地上高を下げたり、前後左右に一杯に広がった大型のウィングを付けたりはできない（そもそも、ウィングが効果を発揮するような走りをするためのクルマではない）。必然的に、1970年以前（F1世界選手権の歴史#1960年代などを参照）の葉巻型マシンのスタイルとなった。
そうして設計されたロケットを生産するため、マレーは元レーシングドライバーのクリス・クラフト（英語版）とともに「ライトカー・カンパニー(The  Light Car Company Ltd.)」を設立した。
1992年、モナコで発表。価格は当時約3万ポンド。

## 構造
フレームは鋼管スペースフレーム、タンデム配置の二人乗りである。トランクはないが、マレー曰く「細長くパッキングすれば、シートとフレームの間にいくらでも入るよ」。実際、息子とともにこうしてドーバー海峡を渡り、フランスへ小旅行に出かけたとのこと。
エンジンはヤマハ・FZR1000用を5速シーケンシャルトランスミッションごと流用し、横置きミッドシップで搭載。バイク用ミッションはリバースギアがないため、これに米ワイズマン製副変速機（High/Low2段+リバース）を追加。実質的に前進10段、後退5段。軽量ボディのおかげで、トンあたり414.3馬力もの高出力を誇るが、エンジンの低速トルクが細く、時速60kmで走るのにも、エンジンを6000回転も回す必要があった。
ヘッドライトは格納式であり、必要な場合は車から降りて手動で車体下部から引き出す形である。